# Platysmurus leucopterus
Platysmurus leucopterus là một loài chim thuộc chi đơn loài Platysmurus trong họ Corvidae.